# Epiblastus lancipetalus
Epiblastus lancipetalus är en orkidéart som beskrevs av Rudolf Schlechter. Epiblastus lancipetalus ingår i släktet Epiblastus och familjen orkidéer. Inga underarter finns listade i Catalogue of Life.